# Emmelie de Forest
Emmelie de Forest (* 28. Februar 1993 in Randers als Emmelie Charlotte-Victoria Engstrøm) ist eine dänische Popsängerin, die 2013 für Dänemark den Eurovision Song Contest mit dem Lied Only Teardrops gewann.

## Leben und Karriere
Emmelie de Forest ist die Tochter einer Dänin und eines Schweden, Ingvar Engstrøm (1938–2010), der im Alter den Nachnamen de Forest annahm. Ihre Eltern ließen sich scheiden, als sie noch ein Kind war. De Forest singt seit ihrem neunten Lebensjahr, unter anderem in einem Kirchen- und Gospelchor. In ihrem 14. Lebensjahr arbeitete sie mit dem schottischen Musiker Fraser Neill zusammen. Im Laufe der folgenden vier Jahre traten sie zusammen auf diversen Festivals, Konzerten und in verschiedenen Kulturstätten auf.
De Forest wuchs bei ihrer Mutter in Mariager (Nordjütland) auf. Sie hat vier Geschwister. Im Alter von 18 Jahren zog sie 2011 in die dänische Hauptstadt Kopenhagen, um Gesang am Complete Vocal Institute zu studieren. Seit 2012 schreibt sie Liedtexte und nahm erste Lieder im Studio auf. Emmelie de Forest spielt außerdem Gitarre.

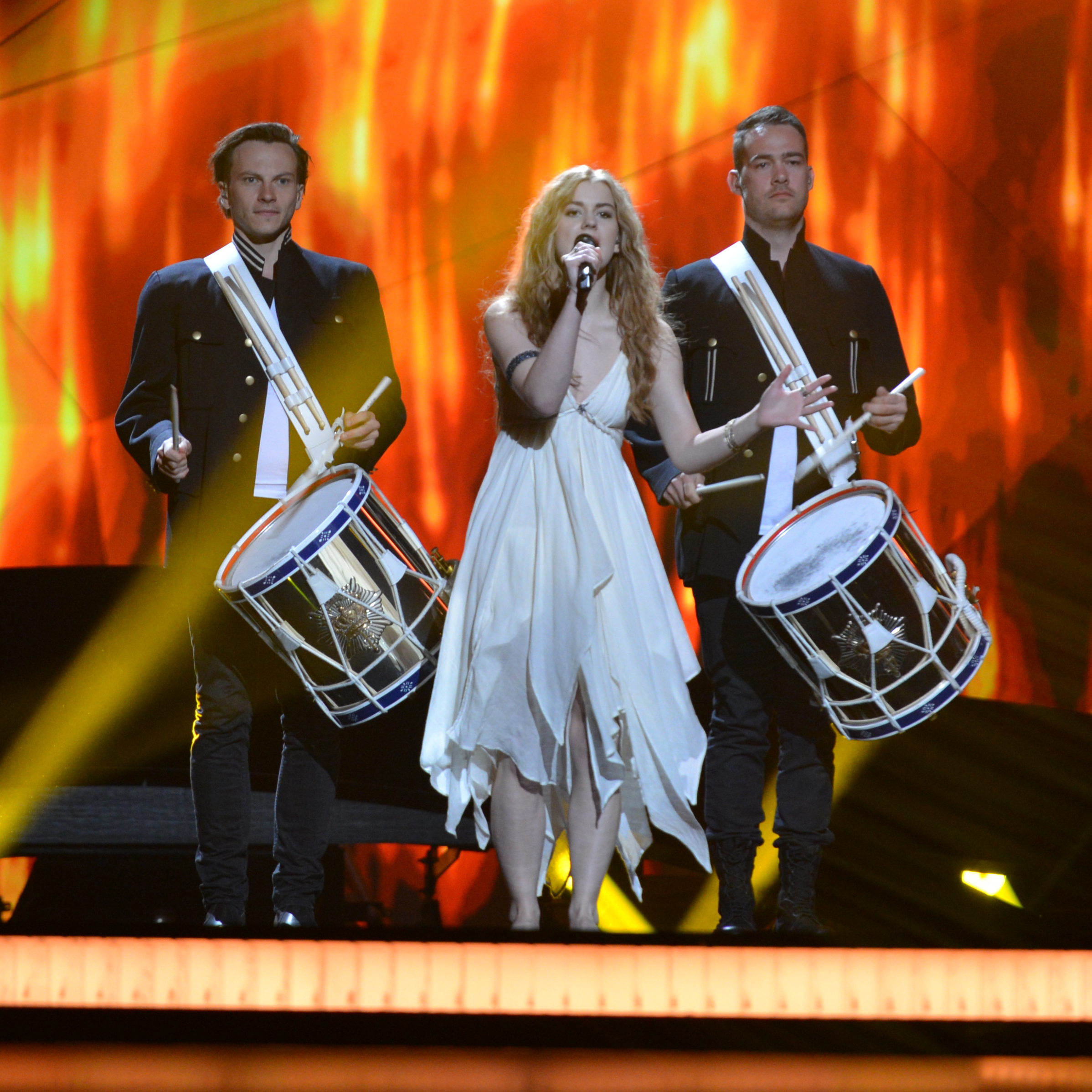
Emmelie de Forest bei ihrem Auftritt beim Eurovision Song Contest 2013 (1. Halbfinale) in Malmö

Am 26. Januar 2013 siegte sie mit Only Teardrops beim dänischen Vorentscheid zum Eurovision Song Contest 2013 in Malmö über neun Konkurrenten durch die Zuschauerwertung. In der Jurywertung lag sie gleichauf mit dem Favoriten und Zweitplatzierten Mohamed Ali. Am 1. Februar 2013 stieg ihr Lied in die dänischen Charts direkt auf Platz 2 ein. Im März 2013 unterschrieb sie einen Plattenvertrag mit Universal Music und veröffentlichte am 6. Mai 2013 ihr erstes Solo-Album, gleichfalls mit dem Titel Only Teardrops. Das Album wurde von Peter Bjørnskov, Jacob Glaesner, Thomas Stensgaard und Frederik Thaae produziert. Im Mai 2013 vertrat sie ihr Heimatland beim ESC, erreichte im Halbfinale die höchste Punktzahl, ebenso im Finale am 18. Mai 2013, das sie mit 281 Punkten gewann. Sie trat beim ESC barfuß in einem leichten weißen Kleid auf, was sie wie eine Waldelfe wirken ließ, und erklärte ihre nackten Füße zu ihrem Markenzeichen. Sie habe nach eigenen Angaben schon immer ohne hohe Schuhe gesungen, weil sie sich barfuß so dem Boden, der Erde, näher fühle, was sie dann entspannter macht.
Ursprünglich war ein Teil der Marketingstrategie zum Eurovision Song Contest 2013, dass de Forest eine Urenkelin von Königin Victoria von England durch eine Verbindung zwischen König Eduard VII. und einer unbekannten österreichischen Prinzessin sei und außerdem verwandt mit dem britischen Politiker Maurice Arnold de Forest (1879–1968). Da sich jedoch keine Belege dafür fanden, verwarf der für den Beitrag zuständige dänische Rundfunk Danmarks Radio (DR) diesen Teil des Marketings wieder.
Die beim Auftritt zum dänischen Vorentscheid für die beiden Trommler ausgesuchten Uniformjacken wurden nach der Aufzeichnung als Waffen-SS-Uniformen erkannt. Im Video wurden Streifen an den Ärmeln überpixelt und für das ESC-Finale andere Jacken verwendet. Der dänische Rundfunk bat um Entschuldigung und erklärte die Kostümwahl als unbeabsichtigten Fehlgriff, die Jacken würden aus dem DR-Fundus für eine historische TV-Serie stammen.
Am 18. August 2014 wurde die erste Single Drunk Tonight ihres zweiten Albums veröffentlicht.
Im Jahr 2017 komponierte sie zusammen mit der britischen Band The Treatment und Lawrie Martin mit Never Give Up On You den britischen Beitrag für den Eurovision Song Contest 2017 in Kiew. Der von Lucie Jones vorgetragene Song gewann den britischen Vorentscheid und belegte beim Eurovision Song Contest 2017 Platz 15.

## Diskografie

### Alben
- 2013: Only Teardrops
- 2018: History

### EPs
- 2014: Acoustic Session

### Singles
- 2013: Only Teardrops
- 2013: Hunter & Prey
- 2014: Rainmaker
- 2014: Drunk Tonight
- 2015: Hopscotch
- 2017: Sanctuary
- 2018: History

### Kooperationen
- 2015: Wildfire (mit Fahrenhaidt)